# Erika Alexander
Pour les articles homonymes, voir Alexander.
Erika Alexander, née le 19 novembre 1969 à Winslow (Arizona), est une actrice américaine. Elle est notamment connue pour avoir joué dans les séries télévisées Living Single, Street Time (it) et Wu-Tang : An American Saga.

## Biographie
Elle est diplômée de l'école pour fille de Philadelphie. 

## Vie privée
Elle est mariée depuis le 27 septembre 1997 à Tony Puryear.  

## Filmographie

### Cinéma
- 1987 : My Little Girl : Joan
- 1990 :  Le Chemin de la liberté (The Long Walk Home) : Selma Cotter
- 1991 : Elle et lui : Rita, Al's Daughter
- 1992 : Fathers & Sons : Venell
- 1998 : Studio 54 (54) : Ciel
- 2001 : 30 Years to Life : Joy
- 2002 : Love Liza : Brenda
- 2002 : Full Frontal : Lucy
- 2007 : Déjà vu : Shanty
- 2009 : La Mission : Lena
- 2014 : Elsa & Fred de Michael Radford : Laverne
- 2017 : Get Out : Inspecteur Latoya
- 2019 : I See You de Adam Randall : lieutenant Moriah Davis
- 2023 : American Fiction de Cord Jefferson

### Télévision

#### Séries télévisées
- 1986 : George Washington II: The Forging of a Nation : Oney
- 1989 : Le Mahâbhârata ("The Mahabharata") : Madri / Hidimbi (3 épisodes)
- 1990 : Common Ground : Cassandra Twymon (2 épisodes)
- 1990–1992 : Cosby Show ("The Cosby Show") : Pam Tucker (17 épisodes)
- 1990 : New York, police judiciaire : Doris Carver (saison 1, épisode 8)
- 1992–1993 : Going to Extremes : Cheryl Carter (21 épisodes)
- 1993–1998 : Living Single : Maxine 'Max' Felice Shaw (118 épisodes)
- 1998 : Mama Flora's Family : Flora jeune (2 épisodes)
- 2001 : Amy : Fran Winston
- 2002 - 2003 : Street Time (it) : Dee Mulhern (20 épisodes)
- 2004 : New York, unité spéciale : Kema Mabuda (saison 5, épisode 14)
- 2007 : Les Experts : Miami : Tanya Thorpe
- 2009 : Esprits criminels : Détective Lynne Henderson
- 2012 : Suits, avocats sur mesure : Sarah Leighton
- 2012–2015 : Last Man Standing : Carol Larabee (10 épisodes)
- 2013 : Low Winter Sun : (4 épisodes)
- 2017–2018 : Beyond : Tess Shoemacher (12 épisodes)
- 2018–2019 : Black Lightning : Perenna
- 2018 : Insecure : Yolanda
- 2019–2021 : Wu-Tang : An American Saga : Linda Diggs (13 épisodes)
- 2020 : Love from A Distance : invitée
- 2021 : Run the World : Barb (5 épisodes)
- 2022 : Swimming with Sharks : Meredith (6 épisodes)[1]

#### Téléfilms
- 1990 : The Last Best Year : Amy
- 1994 : Override
- 2021 : American Refugee : Helen Taylor[2]